# Pont-Saint-Pierre
Pont-Saint-Pierre is een gemeente in het Franse departement Eure (regio Normandië). De plaats maakt deel uit van het arrondissement Les Andelys. Pont-Saint-Pierre telde op 1 januari 2022 1.137 inwoners.

## Geografie
De oppervlakte van Pont-Saint-Pierre bedroeg op 1 januari 2022 6,9 vierkante kilometer; de bevolkingsdichtheid was toen 164,8 inwoners per km².

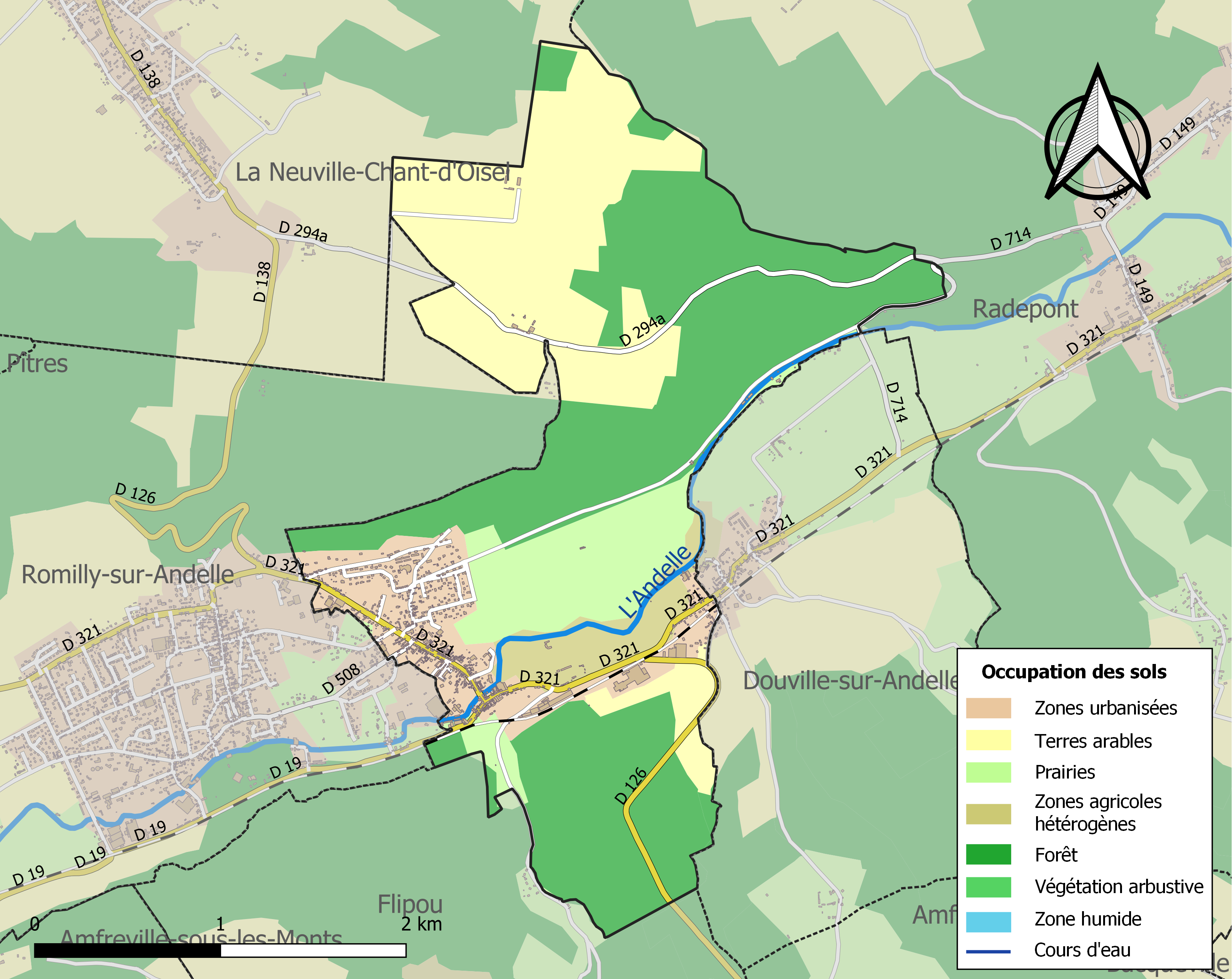
Kaart van de gemeente met belangrijkste infrastructuur, bodemgebruik en omliggende gemeenten

## Demografie
Onderstaande figuur toont het verloop van het inwonertal (bron: INSEE-tellingen).